# Suen-magir
Suen-magir (fl. XIX secolo a.C.) è stato un sovrano amorreo dell'antico periodo babilonese.

## Biografia
Suen-magir o Sin-magir, scritto in cuneiforme dEN.ZU-ma-gir o dsuen-ma-gir, che significa "Sîn sostiene",, rimase in carica negli anni che vanno da circa il 1763 a circa il 1753 a. C., secondo la cronologia bassa o da circa il 1827 a circa il 1817 a. C., secondo la cronologia media. È stato il quattordicesimo re della Prima dinastia di Isin e regnò per undici anni, sia in base alla Lista reale sumerica, che alla lista dei re di Ur e Isin. Successe a re Ur-du-kuga
Suoi contemporanei furono i re di Larsa Warad-Sin e Rim-Sin, entrambi figli di Kudur-Mabuk.
Il periodo del suo regno si sovrappose, per cinque anni, con quello di Warad-Sin e sei, con quello di Rim-Sin, mentre ebbe il suo corso, durante quello di Apil-Sin di Babilonia.
Ci sono pervenute diverse iscrizioni, riferite a questo re, comprese quelle incise sui mattoni che guarnivano il suo palazzo e dedicate a due devoti servitori come iddin-Damu, il suo "capo costruttore," ed Imgur-sin, il suo amministratore.
Un cono di fondazione, che registra la costruzione di un magazzino, in onore della dea Aktuppītum di Kiritab, fu commissionato per lui da Nupṭuptum, che come si legge fu: sua lukur, devota compagna di viaggio, madre del suo primogenito (lukur= 'sacerdotessa' o 'concubina').
Un'iscrizione segna la costruzione di un muro di difesa, chiamato Dur-Sin-Magir , "Sin-Magir fa la fondazione della casa terrena" a Dunnum, una città a nord est di Nippur.
Tuttavia, si suppone che questo re abbia perso il controllo di Nippur. La città sembra sia passata sotto la sovranità di Warad-sin di Larsa, come attestato da alcune iscrizioni, che gli furono dedicate. Risulta infatti, che nel 1822 a. C., suo sesto anno di regno, Warad-sin:  "aveva portato (quattordici statue di rame a Nippur e) tre troni ornati con oro per i templi di Inanna, Ningal e Utu".
Larsa conservò la sovranità su Nippur, fino al 1813 a. C., nono anno del regno di Rim-Sin I, quando, la città ritornò sotto il controllo di Isin ad opera di Damiq-ilishu. Uno dei coni recanti questa iscrizione è stato trovato tra le rovine del tempio di Ninurta , la é Hur-sag-Ti-la, a Babilonia. Probabilmente, già da allora, era considerato un antico reperto museale, legato al mito della Dinastia di Dunnum.
Dato che quest'ultima fu conquistata da Rim-Sin, l'anno precedente la conquista di Isin, è stato ipotizzato che il cono sia stato preso a Larsa, come bottino da Hammurabi di Babilonia.
Una tavoletta d'argilla, inerente ad alcune transazioni private, registra le vendite di un magazzino e un palmeto e reca come datazione: "anno (in cui) Sin-Magir il re (ha)scavato il canale Ninkarrak."
Un'altra tavoletta è stata trovata e recava come denominazione dell'anno: "(Sin-māgir) (ha) costruito sulla riva del canale Iturungal (il vecchio Wadi) una grande fortificazione (chiamata) Sin-Magir-Madana-dagal-dagal (Sin-Magir allarga il suo paese)."
Ancora il suo nome viene indicato nelle denominazione di una provincia nel sud della Mesopotamia e una città a oriente di Babilonia, vicino Tuplias. È stato ipotizzato che la denominazione di Bīt-Sîn-māgir sia stata data in celebrazione di questo monarca.

## Reperti archeologici
1. ↑  Collezione Schøyen, MS 1686
2. ↑  The Sumerian King List Ash. 1923.444, the Wend-Blundell prism.
3. ↑  Ur-Isin kinglist, tablet MS 1686 line 18.
4. ↑  Brick, IM 78635.
5. ↑  Cone A 16750.
6. ↑  IB 1610, cono completo proveniente da Isin e VA Bab 628, 609, da Babilonia, parti di un singolo cono.
7. ↑  Tavoletta con i riferimenti di una compravendita LO.1250 and LO.1253.

## Iscrizioni cuneiformi
1. ↑  mu bad3 gal gu2 i7-u3-sur gu-la dsuen-ma-gir ma-da-na dagal-dagal i3-du3 Fonte